# NGC 3888
NGC 3888 (другие обозначения — UGC 6765, IRAS11449+5614, MCG 9-19-189, ZWG 268.85, MK 188, VV 455, KUG 1144+562, PGC 36789) — спиральная галактика с перемычкой (SBc) в созвездии Большая Медведица.
Этот объект входит в число перечисленных в оригинальной редакции «Нового общего каталога».
В галактике вспыхнула сверхновая SN 2015Q типа Ib, её пиковая видимая звездная величина составила 16,0.
Галактика NGC 3888 входит в состав группы галактик NGC 3780. Помимо NGC 3888 в группу также входят NGC 3780, UGC 6596 и UGC 6774.